# خوزه باتیه‌ای اوردونز
خوزه پابلو باتیه‌ای اوردونز (به اسپانیایی: José Pablo Torcuato Batlle y Ordóñez) رئیس جمهور موقت کشور اروگوئه در سال ۱۸۹۹ میلادی و رئیس جمهور از سال ۱۹۰۳ تا ۱۹۰۷ میلادی و دوباره از سال ۱۹۱۱ تا ۱۹۱۵ میلادی بود.